# LG Hockey Games 2008
Hokejový turnaj byl odehrán od 7.2.2008 - do 10.2.2008 v Stockholmu. Utkání Finsko - Česko bylo odehráno v Tampere.

## Výsledky a tabulka
|    |         | RUS   | FIN    | SWE     | CZE   | V | VP | PP | P | Skóre | B |
| 1. | Rusko   | Rusko | 5:0    | 4:3     | 2:4   | 2 | 0  | 0  | 1 | 11:7  | 6 |
| 2. | Finsko  | 0:5   | Finsko | 2:1     | 6:1   | 2 | 0  | 0  | 1 | 8:7   | 6 |
| 3. | Švédsko | 3:4   | 1:2    | Švédsko | 4:2   | 1 | 0  | 0  | 2 | 8:8   | 3 |
| 4. | Česko   | 4:2   | 1:6    | 2:4     | Česko | 1 | 0  | 0  | 2 | 7:12  | 3 |

 Švédsko -  Rusko 3:4 (0:1, 1:1, 2:2)
7. února 2008 - Stockholm

Branky  Švédsko : 21:31 Martensson, 46:15 Hörnqvist, 46:39 Weinhandl 

Branky  Rusko : 16:57 Mozjakin, 32:17 Kuljomin, 45:01 Mozjakin, 51:40 Platonov

Rozhodčí: Rantala (FIN) - Carlman, Sabelström (SWE)

Vyloučení: 5:8 (1:1)

Diváků: 10 340
Švédsko: Larsson - Akerman, K. Jönsson, Junland, Fernholm, Jonsson, Frögren, Petrasek, Lindström- Hörnqvist, A. Johansson, Ekman - Weinhandl, Martensson, Videll - Warg, Wallin, Fabricius -
Widing, Davidsson, Thörnberg.
Rusko: Jerjomenko - I. Nikulin, Kornejev, Pereťjakin, D. Markov, Aťjušov, Birjukov, Jemelin, Kutejkin - Platonov, Nikolišin, Saprykin - Afanasenkov, Tereščenko, F. Fjodorov - Michnov,
Ščastlivyj, Kuljomin - Mozjakin, Kurjanov, Sušinskij.

 Finsko -  Česko 6:1 (2:0, 3:0, 1:1)
7. února 2008 - Tampere

Branky  Finsko: 4:17 Kallio, 19:58 Lehtonen, 23:20 Hyvönen, 25:51 Pirnes, 32:40 Salmelainen, 59:56 Pihlman 

Branky  Česko: 44:03 Pavel Kašpařík

Rozhodčí: Ravodin (RUS) - Fonselius, Orelma (FIN)

Vyloučení: 5:7 (4:1)

Diváků: 7 800
Finsko: Wallinheimo - Aalto, Saravo, Luoma, Puistola, Väänänen, Lehtonen, Salmela, Söderholm - Laaksonen, Helminen, Pihlman - Kallio, Pirnes, Salmelainen - Hyvönen, Santala, Pesonen - Leino, Hytönen, Koivisto.
Česko: Duba (26. Hnilička) - Melichar, Hamr, Sičák, Žižka, Krstev, Čáslava, Benák, Černošek - Klepiš, Marek, Netík - Kůrka, Kašpařík, Bulis - Irgl, Huml, Lukeš - Kumstát, Skuhravý,
Rolinek.

 Rusko -  Finsko 5:0 (0:0, 2:0, 3:0)
9. února 2008 - Stockholm

Branky  Rusko: 23:41 Kuljomin, 33:03 Sušinskij, 41:16 Saprykin, 54:46 I. Nikulin, 56:12 Sušinskij.

Branky  Finsko: nikdo

Rozhodčí: T. Andersson - Jönsson, Ulriksson (SWE)

Vyloučení: 13:7 (2:0, 2:0) + Mozjakin (Rus.) na 10 min.

Diváků: 6 732
Finsko: Niemi - Luoma, Puistola, Väänänen, Lehtonen, Salmela, Söderholm, Aalto, Saravo - Kallio,Pirnes, Salmelainen - Hyvönen, Santala, Pesonen - Leino, Viitaluoma, Koivisto - Petrell,
Hytönen, Laaksonen.
Rusko: Varlamov - I. Nikulin, Kornějev, Pereťjakin, D. Markov, Jemelin, Kutejkin, Aťjušov, Birjukov - Platonov, Nikolišin, Saprykin - Pěrežogin, Tereščenko, Afanasenkov - Sušinskij, Kurjanov, Mozjakin - Michnov, Ščastlivyj, Kuljomin.

 Švédsko -  Česko 4:2 (0:1, 1:1, 3:0)
9. února 2008 - Stockholm

Branky  Švédsko: 33:05 K. Jönsson, 44:56 Weinhandl, 48:59 Ledin, 59:01 Weinhandl 

Branky  Česko: 8:59 Jan Marek, 35:19 Tomáš Rolinek.

Rozhodčí: Rantala (FIN) - Sabelström, Winge (SWE)

Vyloučení: 5:9 (2:1)

Diváků: 10 532
Švédsko: Larsson - Petrasek, Lindström, Akerman, K. Jönsson, Fernholm, Junland, Jonsson, Frögren - Hörnqvist, A. Johansson, Ekman - Widing, Warg, Ledin - Weinhandl, Martensson, Videll -
Brunnström, Wallin, Fabricius.
Česko: Hnilička - Hamr, Žižka, Sičák, Melichar, Krstev, Čáslava, Benák, Černošek - Kůrka, Marek, Rolinek - Klepiš, Kašpařík, Bulis - Irgl, Huml, Netík - Kumstát, Skuhravý, Lukeš.

 Česko -  Rusko 4:2 (0:1, 4:1, 0:0)
10. února 2008 - Stockholm

Branky  Česko: 23:08 Petr Kumstát, 24:34 Pavel Kašpařík, 27:30 Tomáš Netík, 35:38 Jakub Klepiš

Branky  Rusko: 18:34 F. Fjodorov, 37:21 I. Nikulin.

Rozhodčí: Johansson - Jönsson, Winge (SWE)

Vyloučení: 4:3

Diváků: 1 080
Česko: Hnilička - Hamr, Žižka, Černošek, Melichar, Benák, Krstev, Sičák, Čáslava - Kůrka, Rolinek, Irgl - Klepiš, Kašpařík, Netík - Jánský, Huml, Lukeš - Kumstát, Skuhravý.
Rusko: Jerjomenko (41. Varlamov) - I. Nikulin, Kornějev, Pereťjakin, D. Markov, Jemelin, Kutejkin, Aťjušov, Birjukov - Platonov, Nikolišin, Saprykin - F. Fjodorov, Tereščenko, Afanasenkov - Pěrežogin, Kurjanov, Mozjakin - Michnov, Ščastlivyj, Kuljomin.

 Švédsko -  Finsko 1:2 (1:1, 0:1, 0:0)
10. února 2008 - Stockholm

Branky  Švédsko: 11:23 Ledin 

Branky  Finsko: 14:49 Puistola, 32:42 Pesonen

Rozhodčí: Šindler (CZE) - Ulriksson, Takula (SWE)

Vyloučení: 12:9 (0:2) + Luoma (FIN) na 10 min.

Diváků: 13 850
Švédsko: Liv - Fernholm, Lindström, Jonsson, Frögren, Akerman, K. Jönsson, Junland - Weinhandl, Martensson, Videll - Brunnström, Wallin, Fabricius - Widing, Warg, Ledin - Hörnqvist,
Berglund, Ekman.
Finsko: Niemi - Väänänen, Lehtonen, Luoma, Puistola, Söderholm, Salmela, Heikkinen, Aalto - Hyvönen, Santala, Pesonen - Kallio, Pirnes, Salmelainen - Koivisto, Viitaluoma, Leino - Laaksonen, Hytönen, Pihlman.

## Nejlepší hráči
| Pozice  | Hráč            |
| ------- | --------------- |
| Brankář | Semen Varlamov  |
| Obránce | Kenny Jönsson   |
| Útočník | Maxim Sušinskyj |

### All-Star-Team
| Pozice  | Hráč              |
| ------- | ----------------- |
| Brankář | Semen Varlamov    |
| Obránce | Ilja Nikulin      |
| Obránce | Kenny Jönsson     |
| Útočník | Tony Martensson   |
| Útočník | Maxim Sušinskyj   |
| Útočník | Mattias Weinhandl |